# سیارک ۲۰۱۸۷
سیارک ۲۰۱۸۷ (به انگلیسی: 20187 Janapittichova، نامگذاری:1997AN17) بیست هزار و صد و هشتاد و هفتمین سیارک کشف شده‌است که در ۱۴ ژانویه ۱۹۹۷ کشف شد.
قدر مطلق سیارک برابر ۲۸٫۲ است.